# Ben Sharpsteen
Benjamin Sharpsteen (Tacoma, 4 de noviembre de 1895 - Calistoga, 9 de diciembre de 1980) fue un director y productor estadounidense de la Disney. Dirigió 31 películas entre 1920 y 1980. Dirigió dos de las más grandes películas de la primera época de la compañía como Pinocho y Dumbo. 
Sharpsteen creó el museo documental del primer millonario de la historia de California, Sam Brannan, y la historia de la Upper Napa Valley. La historia y el trabajo de Sharpsteen está loclaizada en Calistoga. Murió en Sonoma County, California.

## Filmografía
- Blancanieves y los siete enanitos (1937 – sequence director)
- Pinocho (1940)
- Dumbo (1941 – director)
- Fun and Fancy Free (1947 – production supervisor)
- Seal Island (1948 – productor)
- Water Birds (1952 – director)
- Bear Country (1953 – productor)
- El desierto viviente (1953 – productor)
- The Vanishing Prairie (1954 – productor)
- Men Against the Arctic (1955 – productor)
- White Wilderness (1958 – productor)
- Ama Girls (1958 – productor)
- The Best of Walt Disney's True-Life Adventures (1975 – productor)

## Premios y distinciones
Premios Óscar
| Año  | Categoría              | Película         | Resultado |
| ---- | ---------------------- | ---------------- | --------- |
| 1958 | Mejor cortometraje     | Portugal         | Nominado  |
| 1959 | Mejor documental largo | White Wilderness | Ganador   |
| 1959 | Mejor documental corto | Ama Girls        | Ganador   |

Festival Internacional de Cine de Cannes
| Año  | Categoría                 | Película | Resultado |
| ---- | ------------------------- | -------- | --------- |
| 1947 | Mejor diseño de animación | Dumbo    | Ganador   |